# Ismail Yassine in the Navy

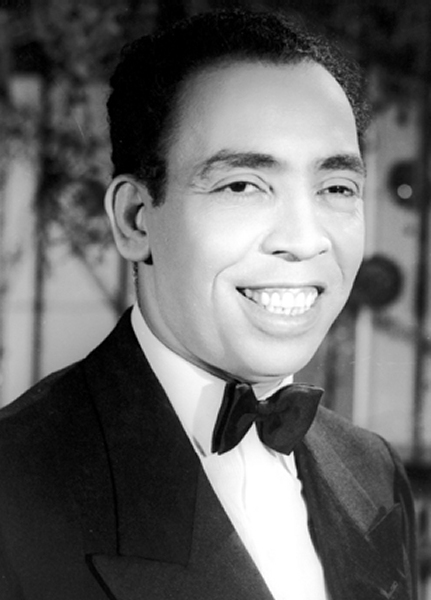
Ismail Yassin

Ismail Yassine in the Navy (en árabe: إسماعيل يس في الأسطول) es una película cómica egipcia de 1957 dirigida por Fatin Abdel Wahab.

## Elenco
- Ismail Yassine como Ragab.
- Zahrat El Ola como Nadia.
- Ahmed Ramzy como Mounir.
- Mahmoud El-Meliguy como Abbas El Zefr.
- Zeinat Sedki como la madre de Nadia.